# Fomoria uisebi
Fomoria uisebi is een vlinder van de familie van de dwergmineermotten (Nepticulidae), van de onderfamilie van de Nepticulinae. De wetenschappelijke naam van deze soort is voor het eerst voorgesteld als Ectoedemia uisebi door Wolfram Mey in een publicatie uit 2004.
De soort komt voor in Namibië.